# Gardenie
Die Gardenie (Gardenia jasminoides) ist eine Pflanzenart aus der Gattung der Gardenien (Gardenia) innerhalb der Familie der Rötegewächse (Rubiaceae). Ihre Sorten werden als Zierpflanzen verwendet; wegen ihrer früheren Nutzung besonders in der Romantik wird sie auch Knopflochblume oder Blumen-Gardenie genannt.

## Beschreibung

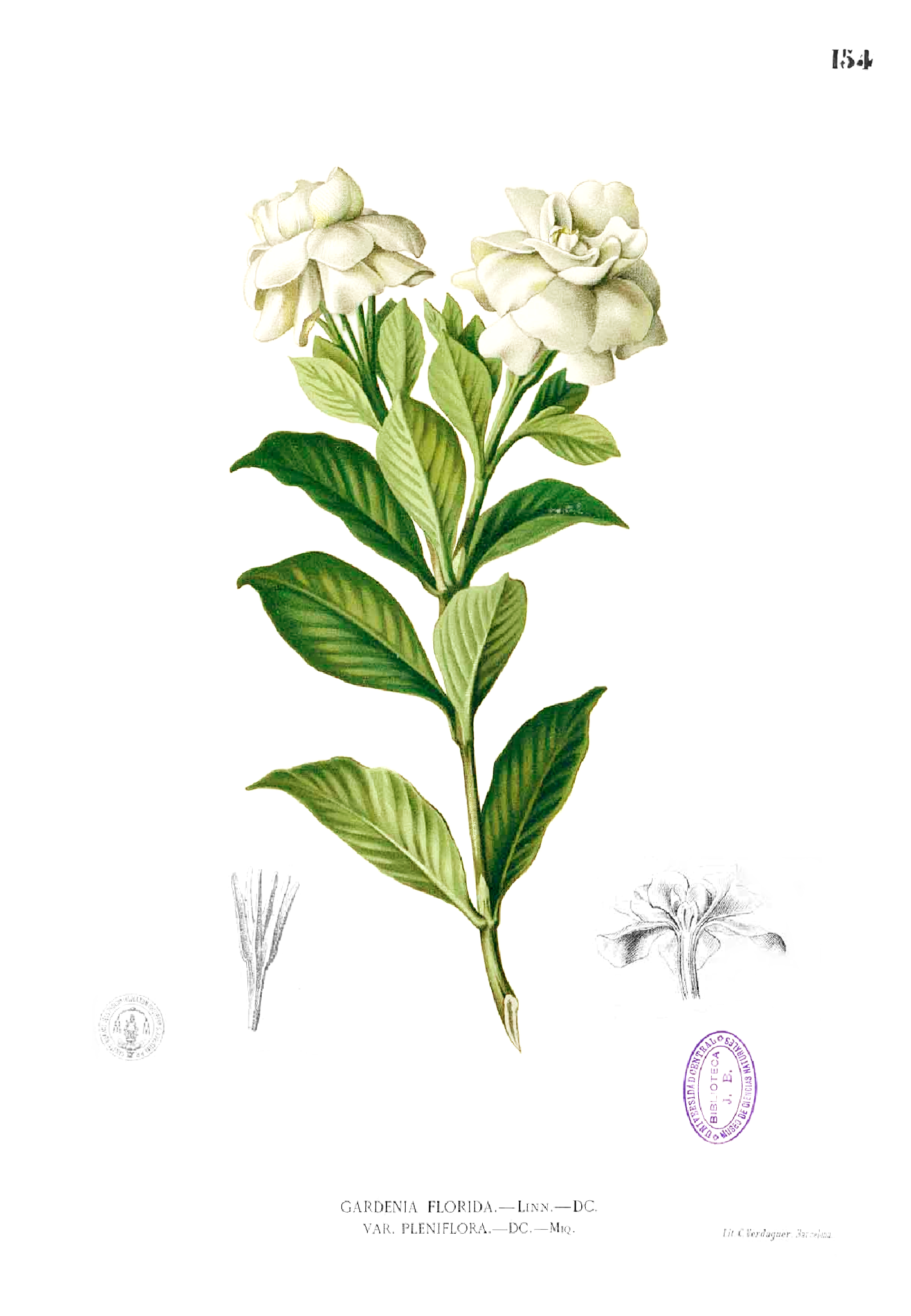
Illustration

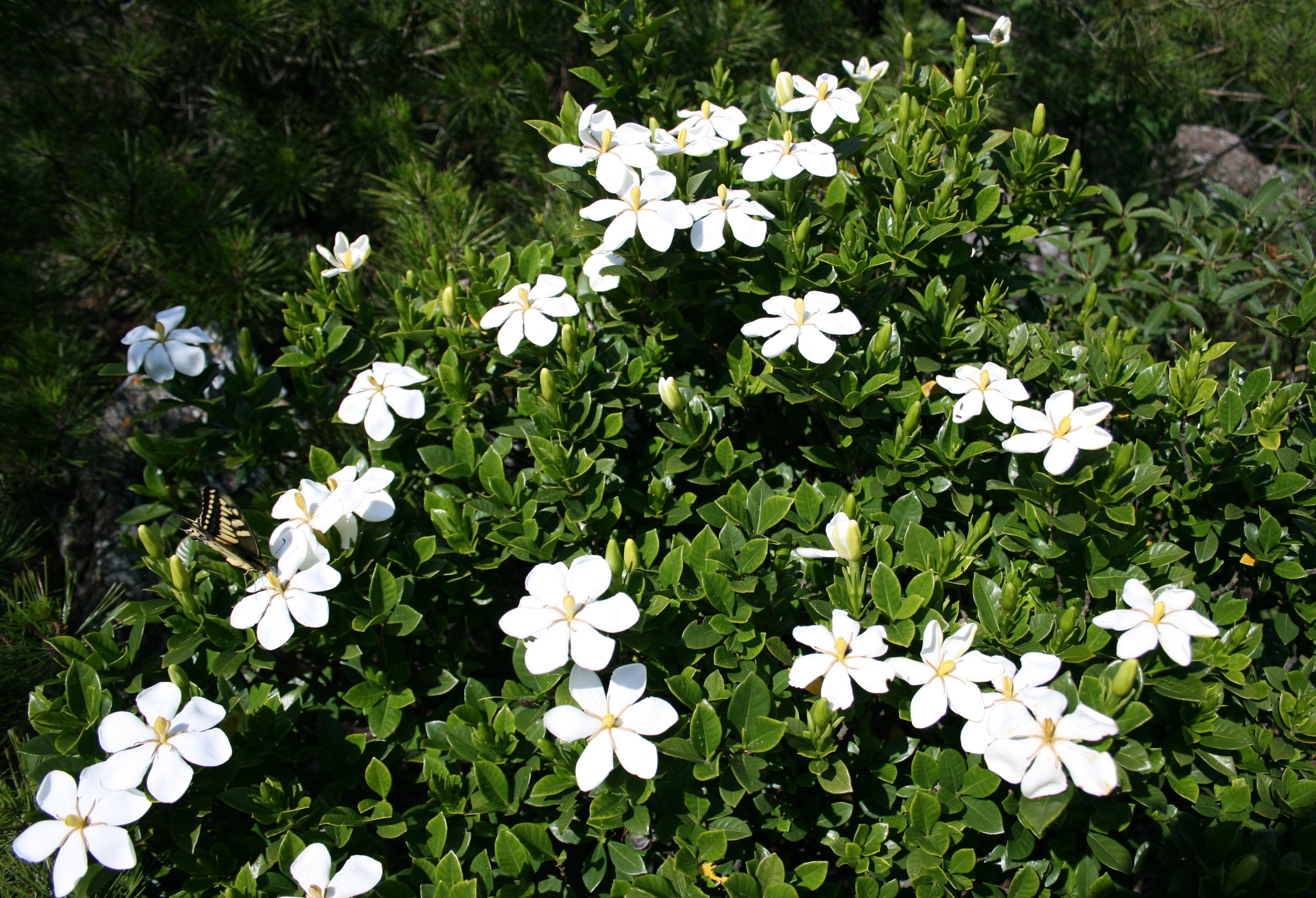
Blühender Strauch am japanischen Naturstandort

Die Gardenie ist ein immergrüner Strauch. Die ledrigen Laubblätter glänzend und dunkelgrün. Die stark süß duftenden Blüten sind radiärsymmetrisch. Die Kronblätter sind anfangs weiß und nehmen mit der Zeit eine cremig-gelbe Farbe und eine wächserne Oberfläche an. Die Blütezeit im Ursprungsgebiet ist von Dezember bis März, als Kulturpflanze blüht sie von Mitte Frühling bis in den frühen Sommer hinein. Sie bildet orangefarbene Beeren.
Die Chromosomenzahl beträgt 2n = 22.

## Vorkommen
Gardenia jasminoides ist von Indochina bis Taiwan und dem südlichen Japan verbreitet.

## Taxonomie
Synonyme für Gardenia jasminoides J.Ellis sind: Gardenia augusta (L.) Merr., Gardenia florida L. nom. illeg. superfl., Gardenia radicans Thunb., Varneria augusta L. nom. nud.

## Giftigkeit
Alle Pflanzenteile gelten als giftig, besonders aber die Früchte.
Die Hauptwirkstoffe sind Crocin, Methylanthranilat, die Iridoidglykoside Gardenosid, Geniposid, Genipin-1-β-Gentiobiosid, Shanzhisid und andere.
Vergiftungserscheinungen: Durch den Gehalt an Iridoidglykosiden hat die Frucht eine purgative Wirkung. Der wässrige Extrakt zeigt eine toxischere Wirkung als der alkoholische.

## Nutzung
Sie gehört zu den Heilpflanzen in der traditionellen chinesischen Medizin. Auf Chinesisch heißt diese Art „Zhi Zi“. Der Duft der Blüten erinnert an Jasmin, weshalb diese als natürlicher Aromastoff in Tees und Kosmetika genutzt werden (wie auch jene der Gardenia tahitensis (Tiare) auf Tahiti als Bestandteil des Monoi-Öls). Ein Extrakt aus den Früchten wird heute noch als natürlicher Farbstoff in kosmetischen Pflegemittel zugesetzt sowie vereinzelt als Lebensmittelfarbstoff, z. B. in Fruchtgummi. Dieser Carotinfarbstoff war, unter dem Namen „Wongsky“, schon vor mehr als 3000 Jahren bekannt und von großer Bedeutung beim Färben von Seide.
Ein Team um den Duftforscher Hanns Hatt vom Lehrstuhl für Zellphysiologie an der Ruhr-Universität Bochum hat einen Duftstoff (2,4,6-Trimethyl-4-phenyl-1,3-dioxan, Gardeniaacetal) entdeckt, der eine beruhigende Wirkung hat.
Am bekanntesten ist die Gardenie in den gemäßigten Breiten aber als Zierpflanze in Parks und Gärten der frostfreien Gebiete und als Zimmerpflanze für kühle Zimmer. Früher war sie auch als Schnittblume beliebt.

### Sorten
Es wurden eine Reihe von Sorten gezüchtet, viele davon haben gefüllte Blüten. Auswahl:
- Florida: bis 1 m Wuchshöhe und Blüten mit fast 10 cm Durchmesser.
- Magnifica: blüht nicht so reichhaltig wie manche andere Sorte.
- Prostrata: wächst flach.
- Radicans: niedrig mit kleinen Blüten und Blättern.